# Бидашев, Орынбай
Орынбай Бидашев (каз. Орынбай Бидашев; 5 мая 1923 год, с. Тюмень-арык — 23 февраля 2005 год, там же) — колхозник, старший чабан овцеводческого совхоза «Тюмень-Арыкский» Яныкурганского района Кызыл-Ординской области, Казахская ССР. Герой Социалистического Труда (1976).

## Биография
С 1940 по 1983 год работал чабаном в овцеводческом совхозе «Тюмень-Арыкский» Яныкурганского района. В сложных зимних условиях 1974—1974 годов сохранил полностью поголовье отары и в 1974 году вырастил в среднем по 220 ягнят от 100 овцематок. За эти выдающиеся трудовые достижения был удостоен в 1976 году звания Героя Социалистического Труда.
Скончался в 2005 году. Похоронен в аульном округе Суттикудык Жанакорганского района.

## Награды
- Герой Социалистического Труда — указом Президиума Верховного Совета СССР 10 марта 1976 года
- Орден Ленина
- Орден Трудового Красного Знамени
- Орден «Знак Почёта»
- Заслуженный работник сельского хозяйства Казахской ССР